# Teius oculatus
Espèce
Synonymes
- Ameiva oculata D’Orbigny & Bibron, 1837
- Dicrodon caelestis Peters, 1869

Teius oculatus est une espèce de sauriens de la famille des Teiidae.

## Répartition
Cette espèce se rencontre :
- au Paraguay ;
- en Uruguay ;
- en Argentine dans les provinces de Buenos Aires, d'Entre Ríos, de Santa Fe, du Chaco, de La Pampa et de San Luis ;
- au Brésil dans les États du Paraná et du Rio Grande do Sul.

## Publication originale
- D’Orbigny & Bibron, 1837 : Voyage dans l’Amérique Méridionale, Rept. Planches, vol. 5 (texte intégral).